# Nikpaï Oghoul
Nikpaï Oghoul   est un prince djaghataïde qui a régné sur le sud du khanat de Djaghataï de 1271 à 1272. Il est placé sur le trône de Transoxiane par Qaïdu à la mort de son cousin Barak, alors que les fils de ce dernier cherchent à se rendre indépendants. Il se révolte contre son suzerain et Qaïdu le fait périr en 1272 pour lui substituer Togatemur.